# جوش ميلر
جوش ميلر (بالإنجليزية: Josh Miller)‏ (و. 1970  م) هو لاعب كرة قدم أمريكية، ولاعب كرة القدم الكندية، من الولايات المتحدة، ولد في كوينز، يلعب كراكل ‏.

## التعليم
تعلم في جامعة أريزونا، وScottsdale Community College ‏.